# Chapelle Saint-Wendelin d'Otterswiller
La chapelle Saint-Wendelin, située à Otterswiller, en Alsace, est consacrée à saint Wendelin. L'église originelle date du XVe siècle, mais a été détruite au XIXe siècle pour être immédiatement reconstruite en 1873. Elle était le lieu d'un pèlerinage à saint Wendelin.